# Эвальд, Райнхольд
Ра́йнхольд Э́вальд (нем. Reinhold Ewald; род. 18 декабря 1956) — немецкий астронавт-исследователь DLR, ЕКА. Совершил космический полёт на КК «Союз ТМ-25» продолжительностью 19 суток 16 ч 34 мин.

## Биография
Райнхольд Эвальд родился 18 декабря 1956 года в городе Мёнхенгладбах, Северный Рейн — Вестфалия. В 1963—1975 годах Эвальд учился в начальной школе, а затем в Штифтиш-гимназии в Мёнхенгладбахе. В 1975—1983 годах был студентом Кёльнского университета, который окончил с дипломом физик-экспериментатор. В 1983—1986 годах Эвальд учился в аспирантуре, защитил диссертацию по специальности «теоретическая физика и медицина».
Одновременно с учёбой в аспирантуре Эвальд работал в Кёльнском университете ассистентом-исследователем по проектам радиотелескопа для изучения межзвёздной материи (1983—1987 годы).

### Германский аэрокосмический центр
В 1986 году Эвальд, как специалист, принимал участие в отборе астронавтов ФРГ, а в 1987-м стал научным сотрудником в отделении технологии космических исследований Германского аэрокосмического центра (DLR, от нем. Deutsche Zentrum für Luft- und Raumfahrt e. V.), где был координатором по космическим работам подразделения планирования, руководил проектами BMFT (Министерство науки и технологии) по инфракрасной астрономии.
С 1987 по 1990 год Р. Эвальд работал в Германском аэрокосмическом центре, руководя проектами, направленными на создание стратосферной обсерватории SOFIA, а также экспериментами с геофизическим ракетами.

## Программа «Мир-92»
18 апреля 1990 года между Главкосмосом СССР и Германским аэрокосмическим центром был подписан договор о выполнении совместного советско-германского полёта на космическом корабле «Союз ТМ» и орбитальной станции «Мир». Поскольку все ранее набранные астронавты были заняты подготовкой к полёту на «Спейс шаттле», было решено выбрать две кандидатуры из списка финалистов 1987 года. 8 октября 1990 года ими стали Райнхольд Эвальд и Клаус-Дитрих Фладе.
С ноября 1990 по октябрь 1991 года проходил общекосмическую подготовку в ЦПК им. Ю. А. Гагарина в качестве космонавта-исследователя по программе «Мир-92». С ноября 1991 по февраль 1992 года готовился в составе дублирующего экипажа корабля «Союз ТМ-14» (вместе с А. Соловьёвым и С. Авдеевым) по программе «Мир-92» (ЭО-11). Во время полёта основного экипажа, в котором Германию представлял К.-Д. Фладе, он являлся координатором связи в ЦУПе.
В октябре — ноябре 1992 года прошёл дополнительный курс подготовки в российском ЦПК по внекорабельной деятельности.
В 1993 году Р. Эвальд был назначен ассистентом директора космических программ DLR.

## Программа «Мир-97»
19 октября 1995 года на встрече специалистов РКА, РКК «Энергия», РГНИИ ЦПК и DRL в Москве по поводу полёта немецкого космонавта в декабре 1996 года была оговорена сумма контракта (25 миллионов марок, кроме того, за дополнительные эксперименты, которые будут выполнены российскими космонавтами вне сроков полёта германского астронавта — ещё 2,5 миллиона). В тот же день в Россию на подготовку в ЦПК прибыли астронавты DLR Райнхольд Эвальд и Ханс Шлегель. Подготовка к полёту по программе «Мир-96» (позже переименованной в «Мир-97») началась 23 октября 1995 года.

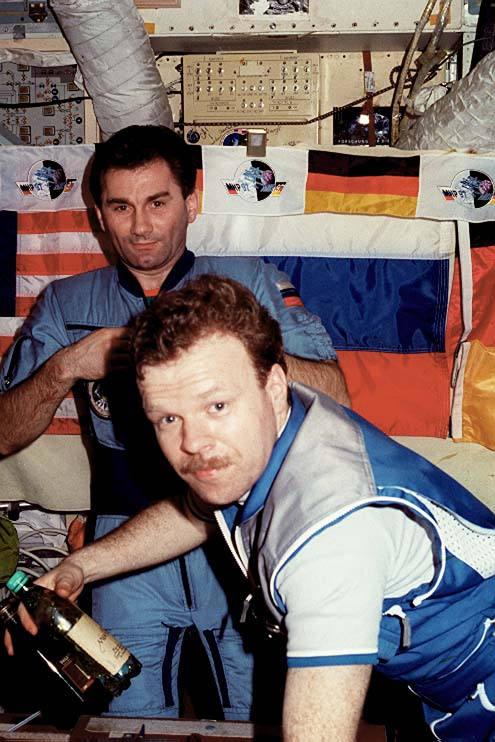
Э. Райнхольд и В. Циблиев, ЭО-23, 1997 год.

3 апреля 1996 года Эвальд был назначен в основной экипаж корабля «Союз ТМ-25».

### Полёт на «Союзе ТМ-25»
Свой единственный орбитальный космический полёт Райнхольд Эвальд совершил 10 февраля — 2 марта 1997 года в качестве космонавта-исследователя корабля «Союз ТМ-25» (старт вместе с Василием Циблиевым и Александром Лазуткиным), посадка на «Союзе ТМ-24» совместно с Валерием Корзуном и Александром Калери). Продолжительность полёта Эвальда составила 19 суток 16 часов 34 минуты 46 секунд.
Статистика
| # | Стартовый корабль | Старт                 | Экспедиция | Корабль посадки | Посадка               | Налёт                       | Выходы в открытый космос | Время в открытом космосе |
| - | ----------------- | --------------------- | ---------- | --------------- | --------------------- | --------------------------- | ------------------------ | ------------------------ |
| 1 | Союз ТМ-25        | 10.02.1997, 14:09 UTC | Мир        | Союз ТМ-24      | 02.03.1997, 06:44 UTC | 19 суток 16 часов 34 минуты | 0                        | 0                        |
|   |                   |                       |            |                 |                       | 19 суток 16 часов 34 минуты | 0                        | 0                        |

## Послеполётная деятельность
В феврале 1999 года Эвальд был включён в состав отряда астронавтов ESA. Покинул отряд астронавтов летом 2007 года. Эвальд также является действительным членом Исполнительного комитета Ассоциации исследователей космоса (The Association of Space Explorers).
С 1 сентября 2015 года является профессором Института космических систем Штутгартского университета по астронавтике и космическим станциям.

## Личная жизнь

### Семья
Райнхольд Эвальд женат (супруга — Моника, 1960 года рождения) и имеет троих детей: сын — Бенедикт (1988 года рождения), и две дочери Анна-Шарлотта (1990 года рождения) и Клаудия (1995 года рождения).

### Увлечения
Любит читать, проводить время со своей семьёй и выступает с любительской театральной группой. Он также играет в футбол и держит чёрный пояс в карате.

## Награды
- Офицерский крест ордена «За заслуги перед Федеративной Республикой Германия» (1997 год)[5]
- Орден Мужества (Россия, 14 июня 1997 года) — за успешное осуществление международного космического полёта на орбитальном научно-исследовательском комплексе «Мир» и проявленные при этом мужество и героизм[5][6]
- Орден Дружбы народов (Россия, 25 марта 1992 года) — за активное участие в работе по обеспечению космического полёта международного экипажа на орбитальной станции «Мир»[5][7](иными словами за дублирование в программе «Мир-92»)[8].
- Медаль «За заслуги в освоении космоса» (Россия, 12 апреля 2011 года) — за большой вклад в развитие международного сотрудничества в области пилотируемой космонавтики[9]